# Radio Disney Music Award
Die Radio Disney Music Awards (RDMA) ist eine jährliche Preisverleihung, die von Radio Disney ins Leben gerufen werden. Ab 2014 wurde die Preisverleihung von dem Fernsehsender Disney Channel übertragen.
Bei den RDMA werden die musikalischen Erfolge gekrönt. Die Awards sind ein Publikumspreis, die Gewinner werden durch eine Online-Wahl ermittelt. Ausgezeichnet werden die diesjährige Erfolge in der Musik, vor allem in der Teenie-Pop-Genre und werden basierend auf Stimmen von Hörern des Netzwerks via Online-Voting ausgezeichnet. Die Trophäe an die Gewinner wird als die „Goldene Mickey“ bezeichnet, da die goldfarbenen Statuette die Schattenfigur von Mickey Mouse enthält. Zwischen den Jahren 2007 und 2012 fand die Verleihung nicht statt.

## Preisträger

### 2002
Die ersten Radio Disney Music Awards fanden am 16. November 2002 in Burbank, Kalifornien, statt. Moderator war Sterling Sulieman.
- Beste Sängerin: Avril Lavigne
- Bester Sänger: Aaron Carter
- Bester Song: Avril Lavigne – Complicated
- Bestes Album: Avril Lavigne – Let Go
- Bester Hausaufgaben-Song: Avril Lavigne – Complicated
- Bester Style: Hilary Duff

### 2003
Die zweiten Radio Disney Music Awards fanden 2003 in Burbank, Kalifornien, statt. Moderator war erneut Sterling Sulieman.
- Beste Sängerin: Hilary Duff
- Bester Sänger: Lil' Romeo
- Beste Gruppe: Destiny’s Child
- Bester Song: Hilary Duff – So Yesterday
- Bester Song für Haarbürsten-Karaoke: Hilary Duff – So Yesterday
- Bester Song um zu sehen wie dein Das singt: Ron Stoppable and Rufus – Naked Mole Rap
- Bester Song um das Radio lauter zu drehen: Hilary Duff – So Yesterday
- Bester Song für Luftgitarre: Avril Lavigne – Sk8er Boi
- Bestes Video: Hilary Duff – So Yesterday
- Bester Tanz-Song: Lillix – What I Like About You
- Bester weiblicher Style: Hilary Duff
- Bester männlicher Style: Justin Timberlake

### 2004
Die dritten Radio Disney Music Awards fanden 2004 in Burbank, Kalifornien, statt. Moderator war Sterling Sulieman.
- Beste Sängerin: Hilary Duff
- Bester Sänger: Usher
- Beste Gruppe: Black Eyed Peas
- Bester Song: Hilary Duff – Come Clean
- Bester Newcomer: Ashlee Simpson
- Beste singende Schauspielerin: Hilary Duff
- Bester Song um zu sehen, wie dein Das singt: Lindsay Lohan – Drama Queen (That Girl)
- Bester Fernsehfilm-Song: The Cheetah Girls – Cinderella
- Bester Hausaufgaben-Song: Hilary Duff – The Math
- Bester Song für Luftgitarre: Avril Lavigne – My Happy Ending
- Bestes Video: JoJo – Leave (Get Out)
- Bester Tanz-Song: Black Eyed Peas – Let's Get It Started
- Beste Rockin' Relative: Hilary Duff und Haylie Duff
- Bester Style: Hilary Duff

### 2005
Die vierten Radio Disney Music Awards fanden 2005 in Burbank, Kalifornien, statt. Moderator war Sterling Sulieman.
- Beste Sängerin: Hilary Duff
- Bester Sänger: Jesse McCartney
- Beste singende Schauspielerin: Raven-Symoné
- Bester Song: Hilary Duff – Wake Up
- Beste Soundtrack-Song: The Cheetah Girls – Shake a Tail Feather
- Bester Fernsehfilm-Song: Aly & AJ – Rush
- Bester Ich-Glaube-Nicht-Song: Aly & AJ – Do You Believe in Magic
- Bester Schulweg-Song: Aly & AJ – Walking on Sunshine

### 2006
Die fünften Radio Disney Music Awards fanden am 11. Dezember 2006 in Burbank, Kalifornien, statt. Einen Moderator gab es nicht.
- Beste Sängerin: Miley Cyrus
- Bester Sänger: Jesse McCartney
- Beste singender Schauspieler: Miley Cyrus
- Beste Gruppe: The Cheetah Girls
- Beste Geschwister-Gruppe/Band: Aly & AJ
- Bester Song: Miley Cyrus – The Best of Both Worlds
- Bester Newcomer: Miley Cyrus
- Beste Team-Hymne: Die Besetzung von High School Musical – We're All In This Together
- Bester Tanz-Style: The Cheetah Girls
- Bester Gehe-Zur-Schule-Song: Miley Cyrus – I Got Nerve
- Bester Karaoke-Song: JoJo – Too Little Too Late
- Bester Lieblings-Lehrer-Song: JoJo – Too Little Too Late
- Bester Klingelton: Vanessa Hudgens & Zac Efron – Breaking Free
- Bestes Video: Vanessa Hudgens – Come Back to Me
- Bester Hausaufgaben-Song: B5 – Get'cha Head In The Game
- Bester Aufsteh-Song: The Cheetah Girls – Step Up
- Bester Filmsong: Rascal Flatts – Life Is a Highway
- Bester Tanz-Song: The Cheetah Girls – Strut
- Bester Song, den man auch noch nach einer Million Mal liebt: Kelly Clarkson – Since U Been Gone
- Bester Wiederhol-Song: Miley Cyrus – The Best of Both Worlds
- Bester Style: Miley Cyrus

### 2013
Nach einer siebenjährigen Pause fanden am 27. April 2013 die sechsten Radio Disney Music Awards im Nokia Theatre in Los Angeles, Kalifornien, statt. Moderiert wurden sie von Ariana Grande
- Beste Sängerin: Selena Gomez
- Bester Sänger: Justin Bieber
- Bester Song: Taylor Swift – I Knew You Were Trouble
- Beste Gruppe: One Direction
- Bester Newcomer: Austin Mahone
- Lustigstes Startreffen: Coco Jones – Sandwich Rap
- Bestes Musikvideo: Ross Lynch – Heard It on the Radio
- Bester Schlussmach-Song: Taylor Swift – We Are Never Ever Getting Back Together
- Bester Verliebe-Song: Olivia Holt – Had Me @ Hello
- Bester Akustik-Auftritt: Bridgit Mendler – Ready or Not
- Die heftigsten Fans: Directioners von One Direction

### 2014
Am 26. April 2014 fanden die siebten Radio Disney Music Awards im Nokia Theatre in Los Angeles, Kalifornien, statt. Olivia Holt und Dove Cameron führten durch die Show. Ausgestrahlt wurde sie am 27. April 2014 auf dem US-amerikanischen Disney Channel.
- Beste Sängerin: Demi Lovato
- Bester Sänger: Justin Timberlake
- Beste Gruppe: One Direction
- Beste Band: R5
- Bester Durchbruch: Fifth Harmony
- Bester Newcomer: Becky G
- Bester Song: Selena Gomez – Come & Get It
- Bester Verliebe-Song: Paramore – Still Into You
- Die heftigsten Fans: Swifties von Taylor Swift
- Beste Zusammenarbeit: Taylor Swift feat. Ed Sheeran – Everything Has Changed
- Bester BFF-Song: Fifth Harmony – Me & My Girls
- Bester Gute-Laune-Song: Britney Spears – Ooh La La
- Radio Disney's meist gesprochener Star: Selena Gomez
- Eingängigster neuer Song: Ylvis – The Fox (What Does the Fox Say?)
- Lieblings Song aus einem Film oder Fernsehserie: Idina Menzel – Let It Go (Die Eiskönigin – Völlig unverfroren)
- Bester Tanz-Song: Selena Gomez – Birthday
- Bester Roadtrip-Song: Demi Lovato – Made in the USA
- Bester Style: Zendaya
- Chart Topper Award: Ariana Grande
- Show Stopper Award: R5
- Hero Award: Shakira

### 2015
Die achten Radio Disney Music Awards wurden am 25. April 2015 im Nokia Theatre in Los Angeles, Kalifornien, vergeben. Moderiert wurde die Awardshow von Zendaya. Die Fernsehausstrahlung fand am 26. April 2015 auf dem Disney Channel statt.

### 2016
Die neunten Radio Disney Music Awards wurden am 30. April 2016 im Microsoft Theater in Los Angeles, Kalifornien, vergeben. Die Fernsehausstrahlung fand am 1. Mai 2016 auf dem Disney Channel statt.